# Argentinská kuchyně

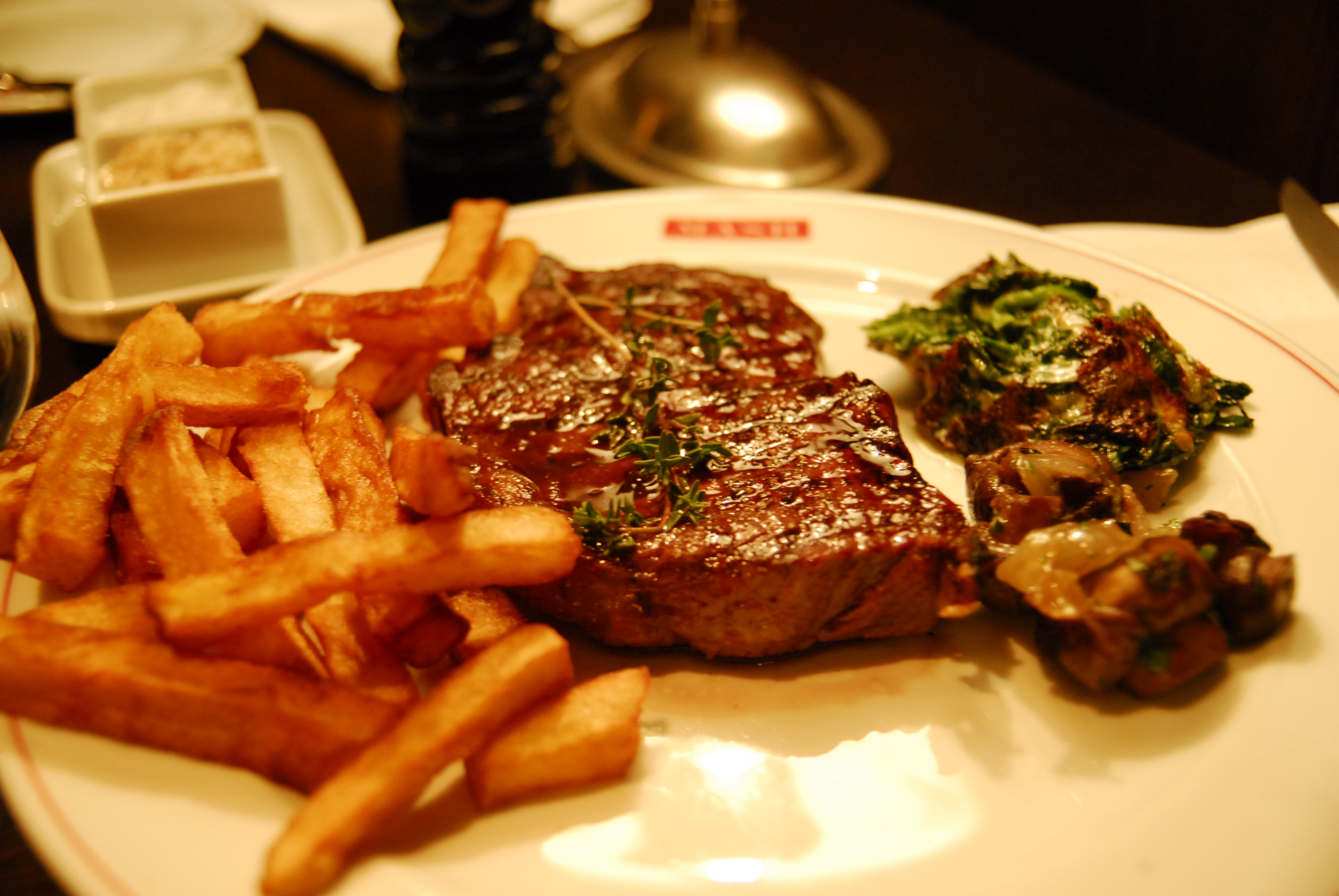
Steak bife de ancho s hranolky

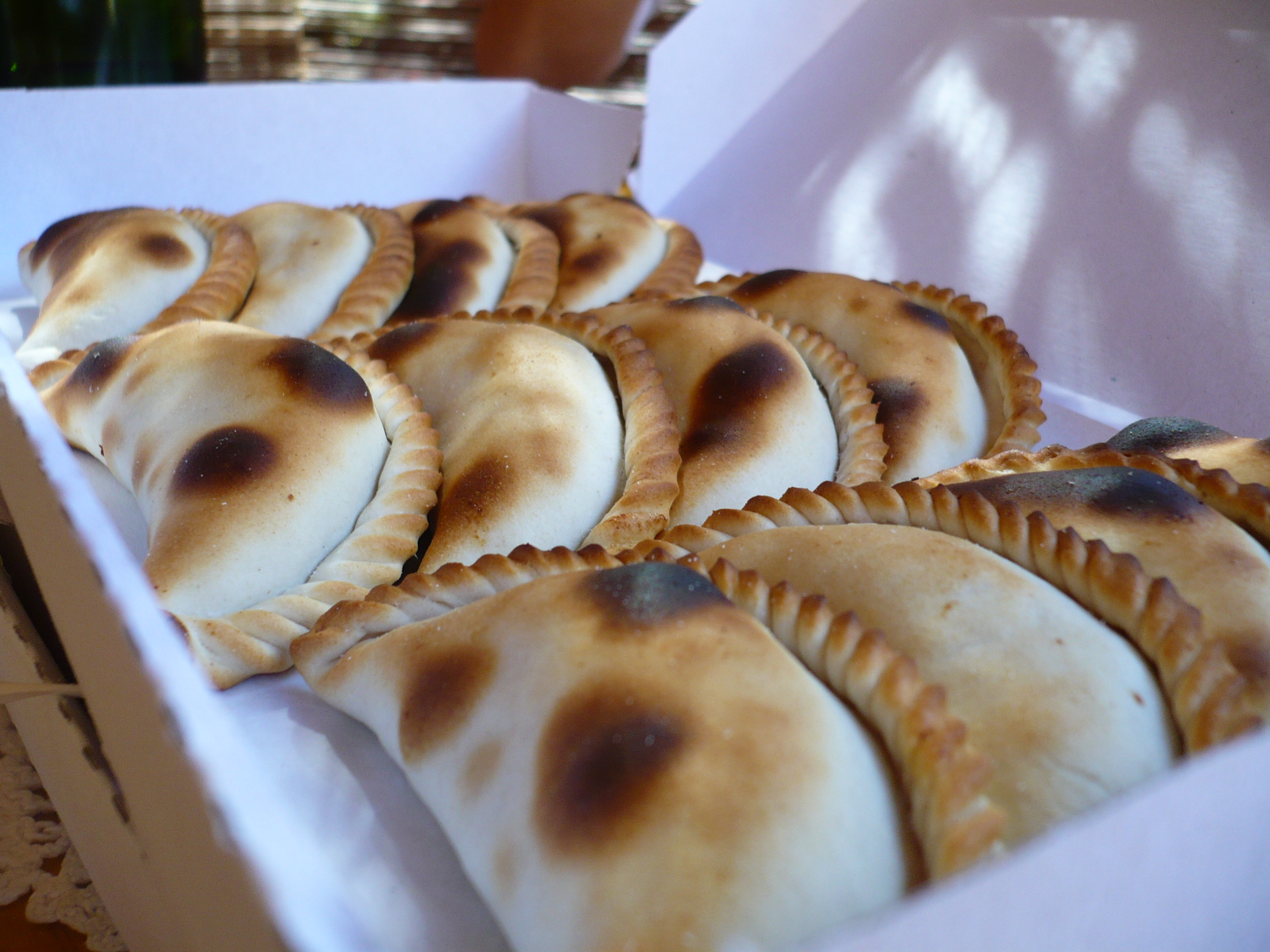
Empanadas

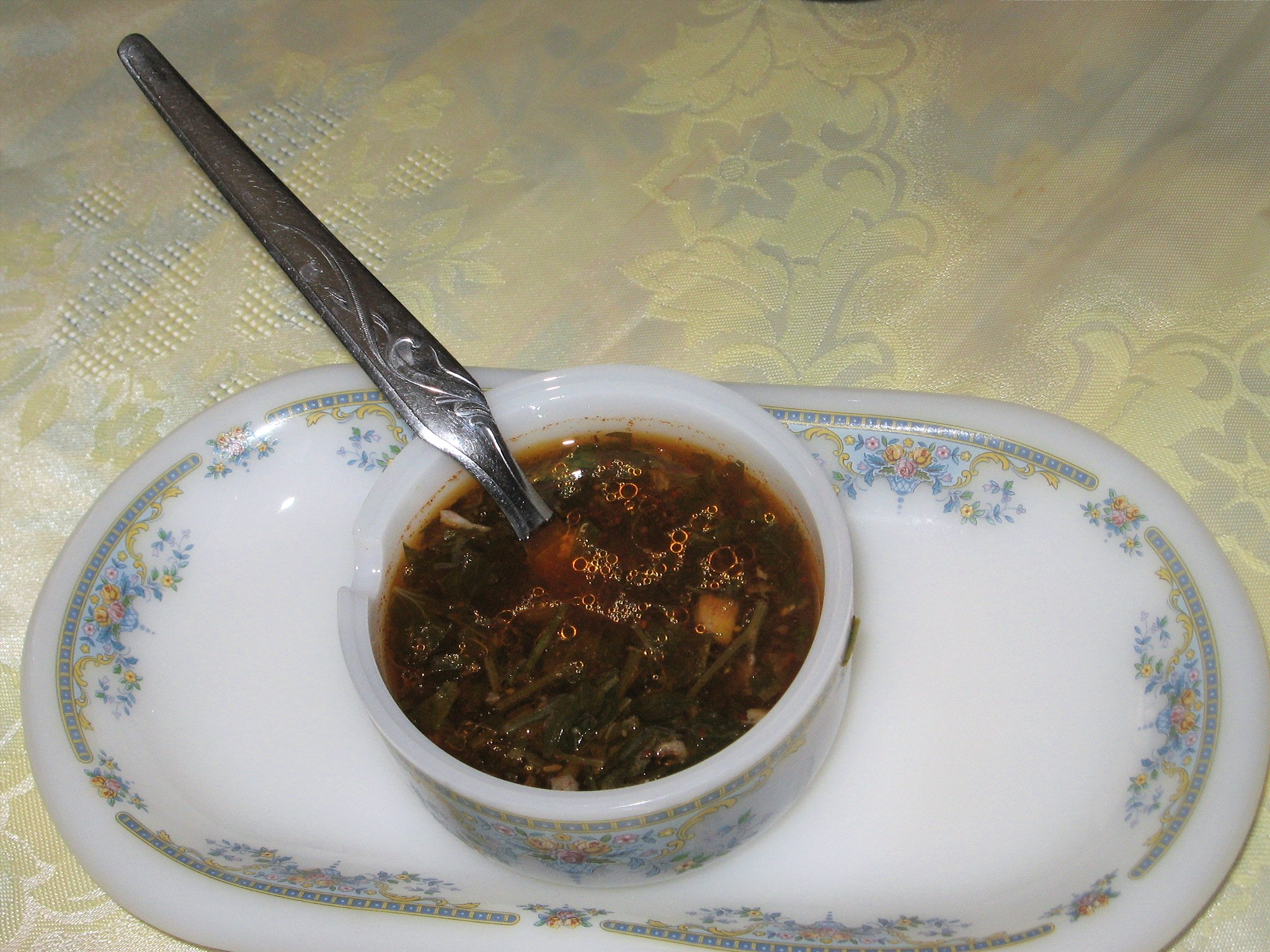
Chimichurri

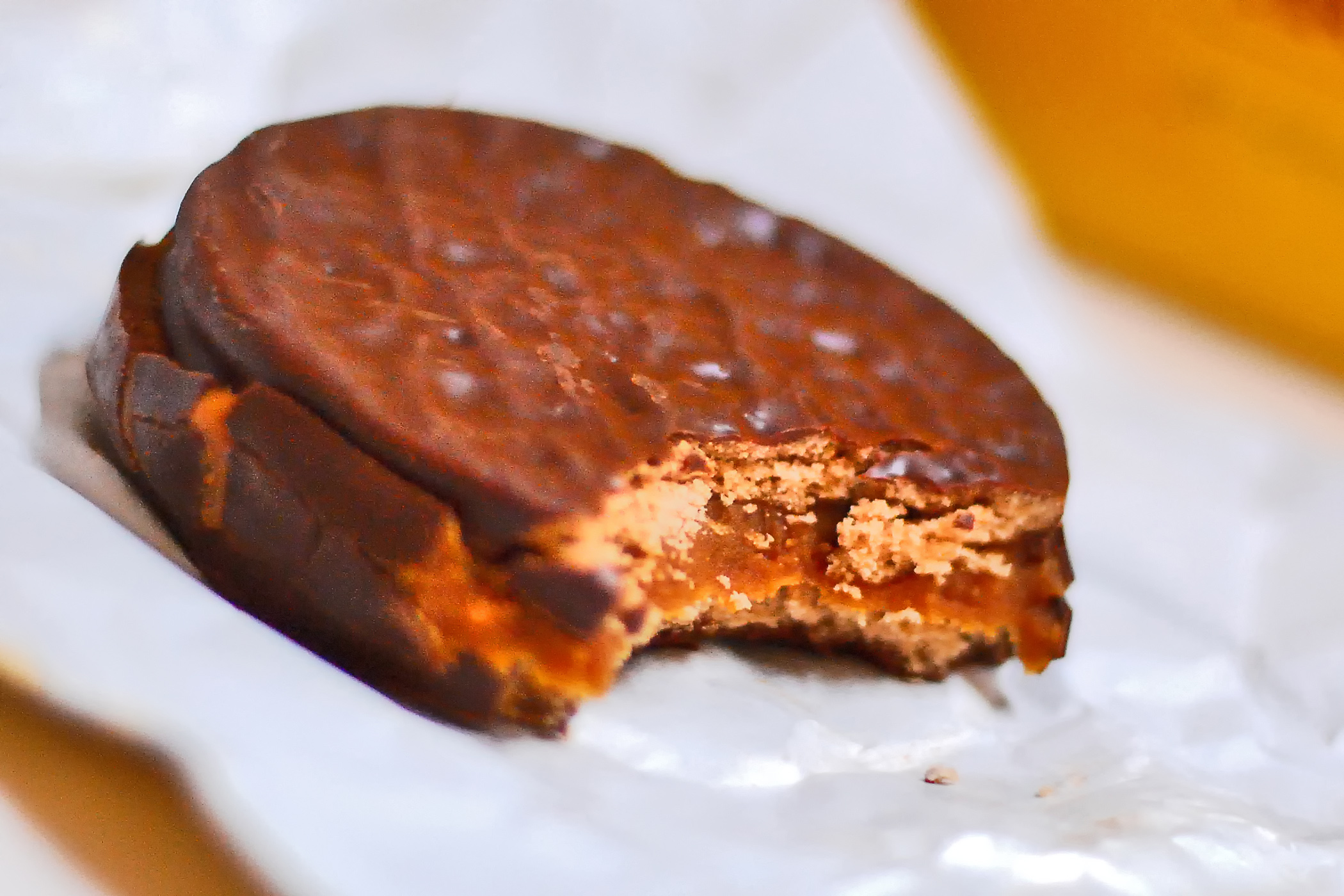
Alfajores

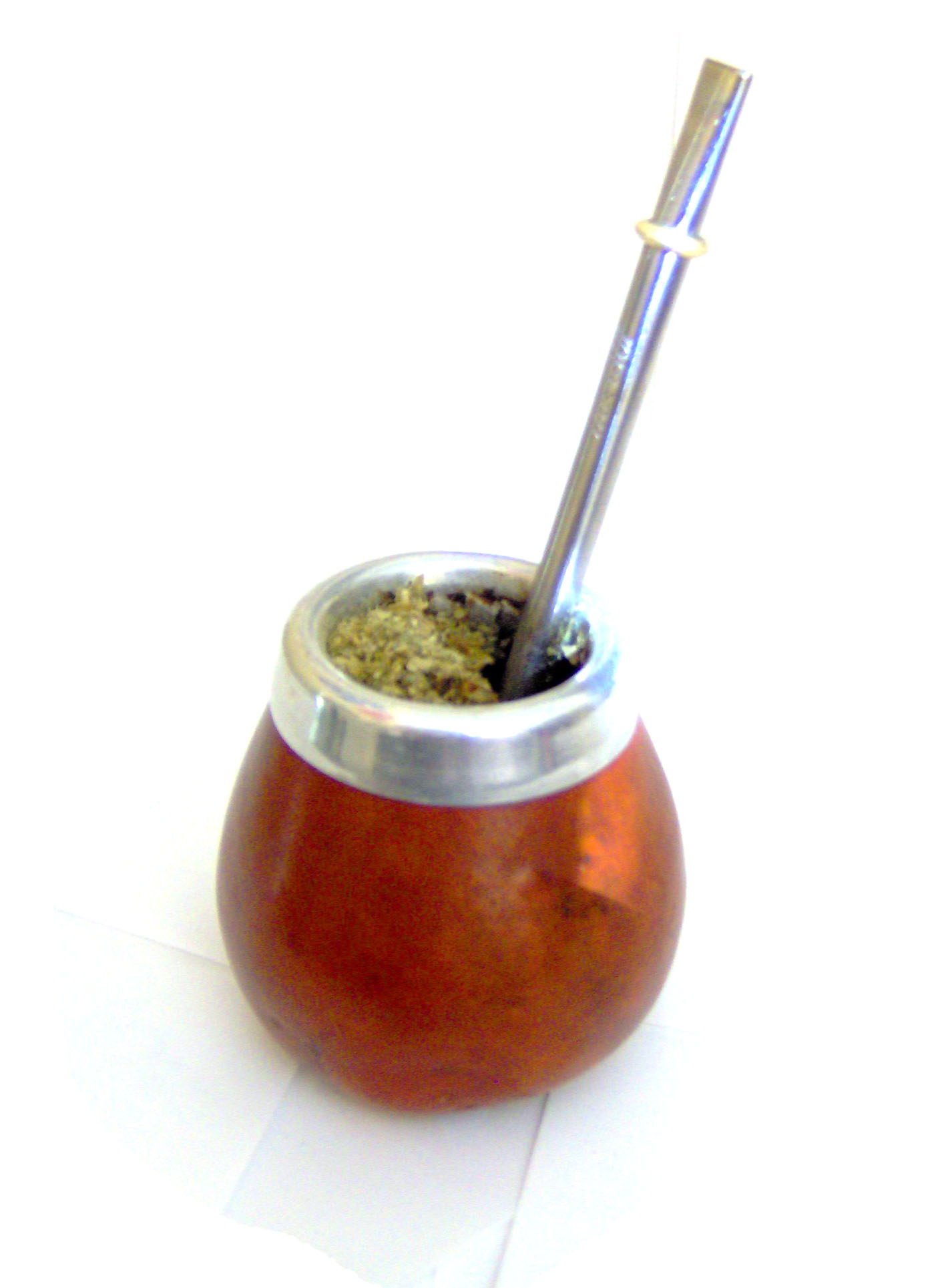
Maté

Argentinská kuchyně (španělsky: Gastronomía de Argentina) vychází ze surovin dostupných v Argentině, byla ovlivněna také španělskou a italskou kuchyní. Mezi základní pilíře argentinské kuchyně patří hovězí maso a ryby. Mezi populární úpravu pokrmů patří grilování.

## Příklady argentinských pokrmů
Příklady argentinských pokrmů:
- Steak, nejikoničtější pokrm argentinské kuchyně. Připravuje se více druhů steaků: bife de ancho (rib eye steak), bife de chorizo (rump steak), bife de ancho (sirloin steak) a bife de lomo (fillet steak).
- Empanada, plněná taštička z těsta
- Chimichurri, omáčka z jemně nasekané petrželky, mletého česneku, olivového oleje, oregana a z červeného vinného octa
- Alfajores, sušenky plněné mléčnou karamelovou náplní, máčené v čokoládě
- Parrillada, grilovaná směs, která může obsahovat např. pečená žebra, klobásy nebo kuřecí maso
- Milanesa, smažený plátek masa se šunkou a sýrem, podobný řízku

## Příklady argentinských nápojů
- Víno, vinařství je provozováno hojně, mezi nejpěstovanější odrůdy vína patří Syrah a Malbec[1][2]
- Pivo[1][2]
- Aguardiente, pálenka
- Maté, nápoj obsahující kofein, vyráběný z lístků cesmíny paraguayské[1][2]

## Regionální kuchyně
Vzhledem k tomu, že je Argentina poměrně velká země se kuchyně v každém regionu mírně odlišuje
- Kuchyně střední Argentiny a La Palmy byla ovlivněna kromě italské a španělské kuchyně také kuchyní švýcarskou, německou a arabskou, protože do velkých měst v tomto regionu (jako Buenos Aires, Rosario nebo Córdoba) přišlo mnoho imigrantů z těchto oblastí. Díky tomu se lze v místní kuchyni setkat například s klobásami, kroketami, těstovinami nebo pizzou.
- Kuchyně severozápadní Argentiny a Cuya je blízká tradiční kuchyni andských Indiánů (Inků), mezi používané suroviny patří kukuřice, pšenice, brambory, quinoa, papriky, dýně nebo rajčata. Typický pokrmem tohoto regionu je humita nebo tamale, plněné kukuřičné listy. Dále se zde připravují různé polévky, dušeniny nebo empanadas.
- Kuchyně oblasti Argentinského meziříčí byla ovlivněna kuchyní indiánského kmene Guraníů, je proto blízká paraguayské kuchyni. Mezi typicky užívané suroviny v tomto regionu patří ryby a maniok. Typickým jídlem je chipá, chléb z manioku a sýra. V oblasti Argentinského meziříčí se velmi hojně pije již zmiňovaný nápoj maté.
- Kuchyně Patagonie byla ovlivněna kuchyněmi osadníků ze severní a střední Evropy (především pak kuchyní německou a vídeňskou) a také kuchyní indiánského kmene Mapučů. Používá se skopové maso (ovce jsou v Patagonii hojně chovány), mořské a říční ryby nebo mořské plody. Používá se také ovoce, ze kterého jsou vyráběny džemy. Populární je také čokoláda. Typickým patagonským pokrmem je curanto, kotlík z masa a mořských plodů, připravovaný na horkém kameni. S tímto pokrmem se lze setkat také v Chile.